# Oddebollen
Oddebollen är en fotbollscup på gräs för ungdomar som anordnas varje sommar i Uddevalla av IK Oddevold. 
Arrangörsklubbens namn (Oddevold) kommer från det gamla namnet på staden Uddevalla och återkommer till viss del i cupens namn. Oddebollen är en av Sveriges största fotbollscuper för ungdomar (pojkar och flickor upp till och med 16 år) på gräs.
Turneringen arrangerades 5–7 augusti 2011 för 26:e gången utan avbrott i nuvarande tappning. De allra flesta matcherna spelades vid Gustafsberg/Bodele. Varje år spelar lag från bland annat Danmark, Norge och allra mest från Sverige. Det har även deltagit ett lag från El Salvador vid namn EF Soyapango.